# Northlake (Illinois)
Northlake – miasto w Stanach Zjednoczonych, w stanie Illinois, w hrabstwie Cook.